# Colchane
Colchane este o comună din provincia Tamarugal, regiunea Tarapacá, Chile, cu o populație de 1.290 locuitori (2012) și o suprafață de 4015,6 km2.